# Packcity Japan

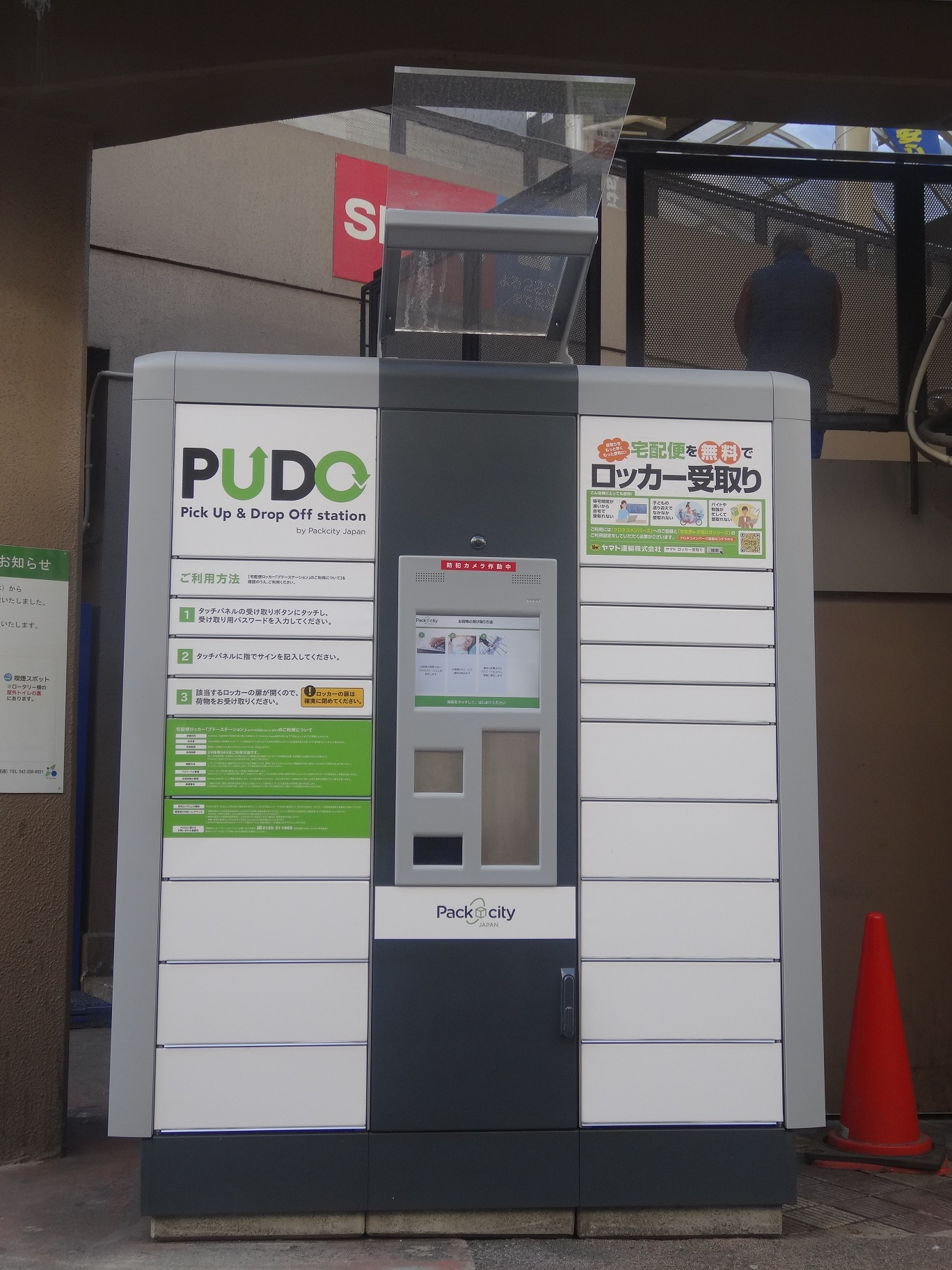
PUDOステーション

Packcity Japan株式会社（パックシティジャパン）は、オープン型宅配ボックスを運営する会社である。

## 概要
フランスに本社がある郵便料金計器メーカーのネオポストは、2014年にフランス郵政公社の子会社GEOPostと提携してフランス国内でオープン型宅配ボックス「Packcity」を展開している。
ネオポストは2016年に日本でヤマト運輸と合弁で当社を設立し、オープン型宅配ボックス「PUDOステーション」（"Pick UP & Drop Off"、プドーステーション）を全国で展開している。
ヤマト運輸の宅急便に加えて佐川急便、日本郵便（はこぽす）、DHLジャパンの荷物受け取りに対応するステーションもある。

## 利用
利用者は預託荷物の配送料金のほかに、預託料金など加算はない。
荷物は保管期限3日を経過すると、発送者へ返送する。
荷物の受け取りは、PUDOが装備する表示板で追跡番号とパスワードを入力して電子署名すると、認証合致を確認後に通知で指定された保管庫が解錠される。パスワードは各種サービスを通じて通知される。
依託荷物が指定のステーションに到着後、解錠パスワードの発行まで3時間程度要する場合がある。
メルカリ「ゆうゆうメルカリ便」と楽天市場の一部店舗は、注文時に受取場所としてPUDOと「はこぽす」が指定可能である。
ヤマト運輸と日本郵便は、PUDOと「はこぽす」対応の荷物に限り、インターネット会員サービスで受取先に指定可能である。
ヤマト運輸「ネコポス」の受取は非対応、ヤマト運輸クロネコメンバーズの無人発送に対応する。
佐川急便は、再配達のみ対応する。
保管庫扉は解錠後に1開閉で自動施錠する。受け取りに際して取り出し前に扉を閉じると、利用者は荷物の取り出しが不能となる。

## 沿革
- 2016年4月7日 - 会社登記
- 2016年5月11日 - 会社設立
- 2016年7月26日 - 最初のPUDOステーションをJR幕張駅に設置[7]
- 2017年9月 - DHLジャパンの荷物取り扱いを開始[8]
- 2017年10月 - PUDOステーション設置1000台を超過[9]
- 2018年11月 - メルカリの発送サービス「らくらくメルカリ便」に対応開始[10]
- 2019年6月 - 日本郵便の荷物取り扱いを一部地域で開始[11]
- 2022年11月17日 - 日本郵便の荷物受け取りに対応するPUDOステーションを全国約4500か所に拡大[12]。